# Ватаманюк Василь Ананійович
Васи́ль Ана́нійович Ватаманю́к (12 січня 1947 — 15 лютого 2011) — український державний і політичний діяч. Заслужений будівельник України. Голова Чернівецької облради. Президент і співзасновник ВК «Будівельник-Динамо-Буковина».

## Біографія
Народився 12 січня 1947 року в селі Рингач Новоселицького району Чернівецької області.

### Освіта
У 1979 році закінчив Дніпропетровський хіміко-технологічний інститут за фахом «інженер-хімік-технолог». У 1998 році закінчив Міжрегіональну академію управління персоналом та Міжнародний відкритий університет (США). Доктор філософії в галузі ділового адміністрування.

### Діяльність
У 1970 році розпочав трудову діяльність на Чернівецькому цегельному заводі № 1, де пройшов шлях від майстра до керівника підприємства. У 1976–1977 роках працював старшим інженером-конструктором, начальником заводу № 2 Чернівецького обласного об'єднання будівельних матеріалів.
З 1979 року обіймав посади головного інженера, директора Чернівецького заводоуправління будівельних матеріалів № 3. У 1995 році, у зв'язку з реорганізацією заводоуправління будівельних матеріалів № 3 у відкрите акціонерне товариство «Цегельний завод № 3», обраний головою правління цього товариства.
Обраний депутатом Чернівецької обласної ради IV, V та VI скликань. Очолював постійну комісію обласної ради з питань приватизації та управління об'єктами спільної власності територіальних громад сіл, селищ, міст області, обирався керівником депутатської фракції Партії регіонів в обласній раді V скликання.
19 листопада 2010 року обраний головою Чернівецької обласної ради з присвоєнням першого рангу посадової особи місцевого самоврядування.
15 лютого 2011 року з гострим сердечним нападом в тяжкому стані госпіталізований до реанімації, де на 65-му році життя помер.

## Почесні звання
- Заслужений будівельник України (2002 р.)[1],
- Почесний громадянин Буковини (2010 р.).

## Нагороди та відзнаки
- Орден «За заслуги» III ступеня (2004 р.).
- Орден Святого Миколи Чудотворця I ступеня (2004 р.).
- Почесна Грамота Кабінету Міністрів України (2007 р.),
- Нагрудний знак «За заслуги в стандартизації, метрології, сертифікації та акредитації» (2000 р.).
- Лауреат почесної відзнаки Чернівецької обласної ради «Добро. Благодійність. Милосердя» (2009 р.).
- Медаль «На славу Чернівців»